# Garrett List
Garrett List (* 10. September 1943 in Phoenix, Arizona; † 27. Dezember 2019) war ein amerikanischer Posaunist und Komponist, der sowohl im Bereich der Neuen Musik als auch im Bereich der improvisierten Musik und des Jazz hervorgetreten ist.

## Leben und Wirken
List erhielt in den 1950er Jahren eine Musikausbildung als Sänger und Posaunist und trat in Chören, Konzertbands und sinfonischen Orchestern auf. Dann entdeckte er den Jazz, den er auch noch zu Beginn seines Musikstudiums verfolgte. 1965 zog er nach New York City, wo er die Juilliard School of Music absolvierte, von Luciano Berio beeinflusst wurde und mit Dennis Russell Davies das Juilliard Ensemble gründete. Während der Arbeit mit diesem Ensemble begegnete er Henri Pousseur und Pierre Boulez, deren Werke er aufführte. In den nächsten Jahren arbeitete er auch mit John Cage und La Monte Young, aber auch mit Karl Berger, Anthony Braxton und Steve Lacy. Er interessierte sich zunehmend für Free Jazz und wurde der musikalische Leiter des New Yorker Kitchen Center for Video and Music. Frederic Rzewski holte ihn in das Improvisationsensemble Musica Elettronica Viva. Auch tourte er mit eigenen Gruppen durch Europa und Nordamerika. 1980 lud ihn Henri Pousseur ein, am Conservatoire Royal de Musique de Liège eine Improvisationsklasse zu begründen, in der er Musiker wie Fabrizio Cassol, Kris Defoort oder Michel Massot unterwies. Er entwickelte als Komponist einen eklektischen Stil einer „Weltenbürgermusik“, die er mit seinem Ensemble auf Festivals in Belgien und Frankreich aufführte, und schuf Filmmusiken (für Filme von Man Ray, Fernand Léger, Hans Richter oder Paul Gonze). Daneben ging er auch mit dem ICP-Orchestra auf Tournee und spielte Aufnahmen mit Johnny Copeland, dem Willem Breuker Kollektief (Driebergen-Zeist) und Anthony Braxton ein.

## Diskographische Hinweise
- American Images (Horo Records, 1972)
- Your Own Self (Opus One, 1973, mit Jay Clayton, Jerry Kaplan, Joan La Barbara, Frederic Rzewski, Jon Gibson u. a.)
- Fire and Ice (Lovely Records, 1978, mit Youseff Yancy, Byard Lancaster, Ronald Shannon Jackson, Genie Sherman)
- In and Out (Igloo, 1985)
- Anyone Lived in a Pretty How Town (Igloo 1991)
- The Unbearably Light (Carbon 7, 1995)
- The Voyage (Carbon 7, 1998)
- Rwanda 94 (Carbon 7, 2001)